# Данц Християн
Данц Християн (нім. Christian Danz, нар. у 1962 р. у місті Пьоснек (Pößneck), Федеральна земля Тюрингія) — німецький та австрійський лютеранський богослов.

## Біографія та основні дані
З 1985 р. по 1990 р. Християн Данц вивчав лютеранське богослов'я в Йєнському університеті імені Фрідріха Шіллера (Friedrich-Schiller-Universität Jena). Після цього був вікарієм Євангельско-лютеранської церкви у Федеральній землі Тюрингія. В 1994 р. Християн Данц захистив докторську дисертацію з богослов'я, яка була присвячена питанням «філософської христології» Ф. В. Й. Шеллінга та пізніше (1996) була також оприлюднена. В 1999 р. на богословському (теологічному) факультеті Йєнського університету імені Фрідріха Шіллера він захистив габілітаційну роботу, яка була присвячена богословській позиції Пауля Тілліха, та була також надрукована (2000).
З 2002 р. по теперішній час Християн Данц є професором з систематичного богослов'я на Евангельско-богословському факультеті Віденського університету (Австрія).
До основних дослідницьких тем Християна Данца належать: історія богослов'я 19-го та 20-го століть, христологія, філософія німецького ідеалізму, зокрема Ф. В. Й. Шеллінга.
З 2006 р. Християн Данц є головою Німецького товариства імені Пауля Тілліха (Deutsche Paul-Tillich-Gesellschaft). Також він є членом комісії з видання творів Ф. В. Й. Шеллінга Баварської академії наук у Мюнхені.

## Основні твори
·      Die philosophische Christologie F.W.J. Schellings, Stuttgart-Bad Cannstatt 1996.
·      Religion als Freiheitsbewußtsein. Eine Studie zur Theologie als Theorie der Konstitutionsbedingungen individueller Subjektivität bei Paul Tillich, Berlin/New York 2000.
·      Einführung in die Theologie der Religionen, Wien 2005.
·      Gott und die menschliche Freiheit. Studien zum Gottesbegriff in der Neuzeit, Neukirchen-Vluyn 2005.
·      Wirken Gottes. Zur Geschichte eines theologischen Grundbegriffs, Neukirchen-Vluyn 2007.
·      Die Deutung der Religion in der Kultur. Aufgaben und Probleme der Theologie im Zeitalter des religiösen Pluralismus, Neukirchen-Vluyn 2008.
·      Einführung in die evangelische Dogmatik, Darmstadt 2010.
·      Grundprobleme der Christologie, Tübingen 2013.
·      Einführung in die Theologie Martin Luthers, Darmstadt 2013.
·      Systematische Theologie, Tübingen 2016.
·      Gottes Geist. Eine Pneumatologie, Tübingen 2018.

## Твори перекладені українською мовою
·      Данц Християн (Відень, Австрія) Універсум як відображення Бога у вченні Ф. В. Й. Шеллінга / Переклав з німецької мови Володимир Абашнік // Матеріали міжвузівської науково-практичної конференції «Сучасні проблеми права, економіки та гуманітарістики», 27–28 квітня 2018 року // Наукові записки Харківського економіко-правового університету. Харків: ХЕПУ, 2018. № 1(20). С. 95–99.

## Корисні посилання
- Бібліографія. Данц Християн // Німецька національна бібліотека
- Website